# Real Corpo Aéreo

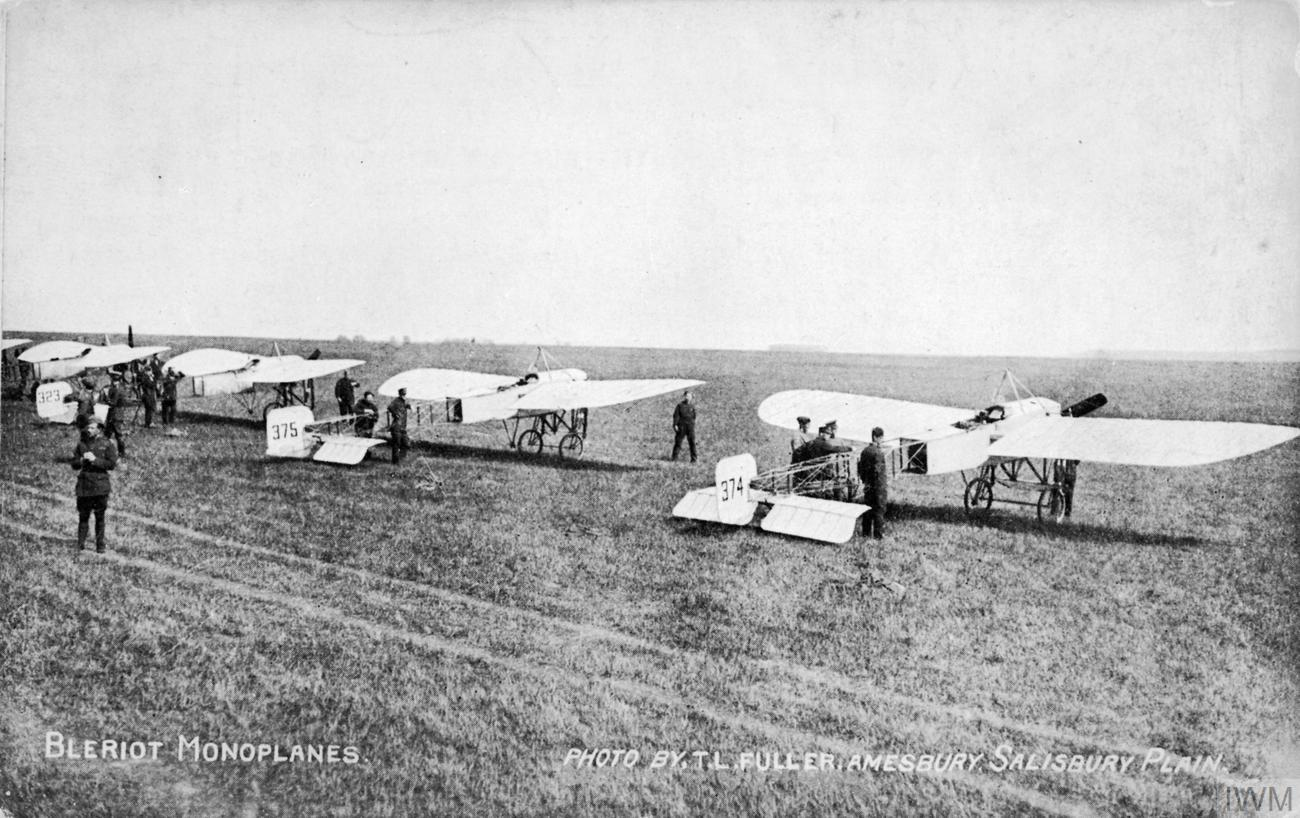
Aviões Blériot XI britânicos.

O Real Corpo Aéreo (Royal Flying Corps - RFC) foi a força aérea britânica durante a maior parte da Primeira Guerra Mundial. Durante a parte inicial da guerra, as responsabilidades da RFC foram centradas no apoio ao exército britânico, através de artilharia e de reconhecimento aéreo. Este trabalho conduziu gradualmente os pilotos britânicos em batalhas aéreas com pilotos alemães, e mais tarde na guerra, incluiu os ataques à infantaria inimiga e às casamatas, o bombardeio de bases aéreas alemãs e mais tarde o bombardeio estratégico de instalações industriais e de transporte.